# Runar Berg
Runar Berg (født 7. oktober 1970 i Haag, Holland) er en norsk tidligere fodboldspiller (midtbane).
Berg tilbragte størstedelen af sin karriere i hjemlandet, hvor han repræsenterede både Bodø/Glimt, Rosenborg, Tromsø og Lyn. Han tilbragte også to år hos italienske Venezia. I sin tid med Rosenborg var han med til at vinde i alt fire norske mesterskaber.
For Norges landshold spillede Berg fem kampe. Han debuterede for holdet i januar 1994 i en venskabskamp mod USA.
Berg er søn af en anden norsk landsholdsspiller i fodbold, Harald Berg, og er født i hollandske Haag, hvor hans far var professionel.

## Titler
Eliteserien
- 1990, 1997, 1998 og 1999 med Rosenborg

Norsk pokal
- 1990 og 1999 med Rosenborg
- 1993 med Bodø/Glimt